# Маркионитство

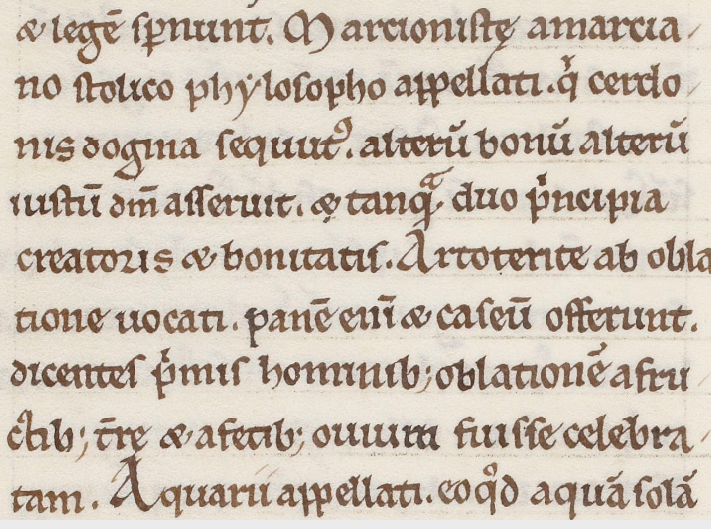
Исидор Севильский в книге Этимологии о маркионитах. Рукопись XIII века. Национальная библиотека Франции

Маркиони́тство, также маркиони́зм — гностическое течение в раннем христианстве, связанное с именем Маркиона. Маркиониты (др.-греч. μαρκιωνισταί; лат. marcionistæ) проповедовали дуализм, считая, что жестокий и мстительный Бог Ветхого Завета (Демиург материального мира, не полноценный бог) не имеет ничего общего с истинным, всеблагим и трансцендентным Богом — Отцом Небесным, Сыном которого и был Иисус Христос.

## Происхождение
О времени происхождения ереси, получившей название «маркионитства», современные учёные спорят. Адольф Гарнак (в «Quellenkritik der Geschichte des Gnosticismus» Лпц., 1873 г.) считает её одной из древнейших гностических сект, относя её происхождение почти ко времени апостольскому. Рихард Липсиус (в статье «Ueber die Zeit des Markion», в «Zeitschrift für wissenschaftliche Theologie», 1867 г., и в сочин. «Zur Quellenkritik des Epiphanios», Вена, 1865 г.) признает её одним из позднейших видоизменений гностицизма.

## Маркионитская практика
Маркиониты, проповедуя аскетизм, практиковали безбрачие.
Крещение (совершаемое «во имя Иисуса Христа») могло быть совершаемо трижды: при каждом повторении его прощались грехи, совершённые со времени первого крещения. Евхаристию совершали водой (а не вином).
Седьмой день недели (субботу) освящали особым постом.

## Маркионитство после Маркиона
По смерти Маркиона его церковь раскололась на египетское и ближневосточное крыло. Во главе первой партии стоял Апеллес, а во главе второй Татиан.
Египетские маркиониты отрицали вечность материи, считая её неудачным творением Бога. Тело Сына Божия не было только призрачным, как учил Маркион, но материальным, состоявшим из тончайших воздушных элементов, рассеявшихся при вознесении, так что только душа его вознеслась на небо. Характеристично изречение Апеллеса: «Каждый должен неуклонно пребывать в своём учении, каково бы оно ни было; только бы веровал в распятого Иисуса и делал добро — спасён будет».
Во главе другой фракции маркионитства стоял Татиан, уроженец Ассирии, сначала философ-платоник, потом христианин, ученик Иустина Философа, по смерти учителя усвоивший учение Маркиона о противоположности между Ветхим и Новым Заветами и о презрении к плоти — материи. Он проповедовал это учение на Востоке, где его последователи носили название энкратитов (воздержников) и гидропарастатов (водопийц).
Во времена Епифания Кипрского (около 400 года) маркионитство было очень распространено в Малой Азии, Сирии, Армении, а на Западе — в Риме и Карфагене.

## Критика
В III веке появилось сочинение против Маркиона в стихах, приписывавшееся Тертуллиану. Самое обширные из этих сочинений Тертуллиана — «Против Маркиона в пяти книгах» (лат. «Adversus Marcionem libri quinque») («Patrologia Latina» Миня, том II) и «Против Гермогена» (лат. «Adversus Hermogenem») (там же).
В первом из этих сочинений особенно важен подробный разбор сочинения Маркиона «Antitheses».
Опровержению Маркиона посвящали свои труды св. Климент Александрийский и Ориген, специальное сочинение против Маркиона написал также Ипполит Римский, но оно доселе не найдено; есть мнение, что содержание его повторяет Епифаний Кипрский в своём Панарионе.
До IV века маркиониты считались одной из наиболее опасных для церкви ересей, так что почти каждый церковный учитель считал своей обязанностью полемизировать с Маркионом (Иустин, Феофил Антиохийский, Аполлинарий Иерапольский, Модест, Родон, Ириней, Филастрий, Августин и другие).
До нас дошло 38 «противомаркионитских предисловий» к Евангелиям, написанных на латыни и на греческом языке в первые века нашей эры